# Sunnitrekanten
Sunnitrekanten betgner en tæt befolket region i Irak, nordvest for Bagdad, der primært er beboet af sunnimuslimske arabere. Det tilnærmelsesvis trekantede områdes hjørner siges normalt at være nær Bagdad mod øst, Ramadi mod vest og Tikrit mod nord. Hver side er ca 200 km lang. Området indeholder også byerne Samarra og Fallujah.
Området var centrum for en stærk opbakning til Saddam Husseins regering. Fra 1970'erne og frem kom mange offentligt ansatte, politikere og militære ledere fra området. Saddam Hussein var selv født nær Tikrit.
Efter invasionen af Irak i 2003 blev området centrum for en væbnet sunnimuslimsk modstand mod koalitionens styre. Den vestlige presse forudså at Saddam ville søge tilflugt blandt sine sunnimuslimske støtter, og 13. december 2003 blev han fanget i landsbyen ad-Dawr ca 15 km syd for Tikrit.
Betegnelsen Sunnitrekanten blev brugt fra 1970'erne af irakiske akademikere, typisk for at skelne området fra den nordlige og sydlige del af landet. Udtrykket blev brugt i en artikel i San Francisco Chronicle 14. september 2002, hvor en den tidligere FN våbeninspektør Scott Ritter sagde: "Vi vil måske være i stand til at få støtte til en invasion fra nogle af shiamuslimerne og kurderne, men for at komme til Bagdad skal man gennemtrænge Sunnitrekanten."
Udtrykket opnåede dog først større udbredelse efter en artikel i New York Times 10. juni 2003. Siden da er udtrykket blevet meget udbredt i mediedækningen af irakkrigen.